# 黑格巴赫湖
49°56′55″N 8°28′27″E / 49.94861°N 8.47417°E

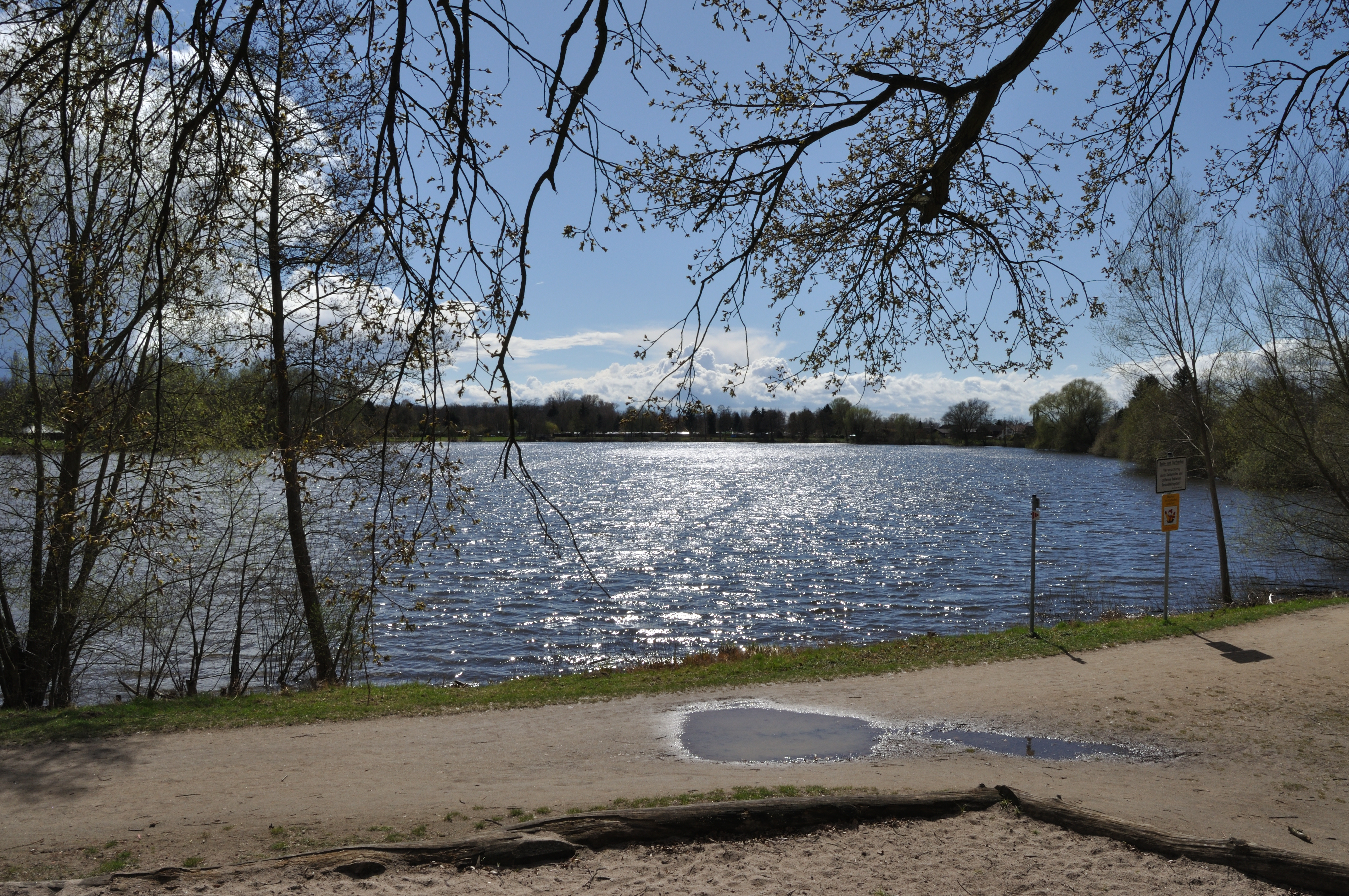

黑格巴赫湖（德語：Hegbachsee），是德國的湖泊，位於該國中部，由黑森州負責管轄，處於大蓋勞縣，落成於1960年代中期，長0.5公里、寬0.2公里，面積0.88平方公里。